# Antonín Oldřich Brunšvicko-Wolfenbüttelský
Antonín Oldřich Brunšvicko-Wolfenbüttelský (německy: Anton Ulrich von Braunschweig-Wolfenbüttel, 28. srpna 1714 Bevern – 4. května 1774 Cholmogory), vévoda brunšvicko-lüneburský, byl generalissimus ruské carské armády a manžel Anny Leopoldovny, kteří vládli krátce za syna jako regenti v Rusku.

## Životopis
Antonín Oldřich byl druhým synem vévody brunšvicko-lüneburského Ferdinanda Albrechta II. Brunšvicko-Wolfenbüttelský a vévodkyně Antonie Amalie Brunšvicko-Wolfenbüttelské. Sestra jeho matky Alžběta Kristýna Brunšvicko-Wolfenbüttelská byla manželkou římsko-německého císaře Karla VI. a domluvila Antonínu Oldřichovi sňatek s vévodkyní Alžbětou Meklenburskou-Schwerinskou (známou jako „Anna Leopoldovna“), která byla dcerou meklenburského vévody Karla Leopolda a jeho manželky Kateřiny Ivanovny dcery ruského cara Ivana V. V roce 1733 přesídlil do Ruska, kde se seznámil se svou budoucí chotí. Budoucí manželce se na první pohled Antonín Oldřich nezamlouval, byl menší postavy a zženštilý, koktal, ale byl skromný a poddajný. Přesto se toto manželství uskutečnilo 14. července 1739. Záměrem tohoto manželství bylo posílit vztahy mezi Romanovci a Habsburky. 23. srpna 1740 se manželům narodil jejich prvorozený syn Ivan. Následně brzy smrtelně onemocněla carevna Anna Ivanovna a na naléhání kuronského vévody Ernsta Johanna von Birona prohlásila za následníka trůnu Ivana Antonoviče a kuronského vévodu za regenta. Následně v roce 1741 uskutečnila jeho manželka Anna Ivanovna převrat, kdy došlo převzetí vlády nad ruským impériem. Antonín Oldřich byl jmenován ruským generálem. V stejném roce následoval palácový převrat, kdy byla na trůn dosazena nová carevna Alžběta Petrovna. Rodina Antonína Oldřicha byla zatčená a internovaná. Jejich syn byl vězněn zvlášť. Rodina byla vězněna v Cholmogory. V roce 1744 zemřela jeho manželka na po porodu na horečku omladnic. Antonín Oldřich zůstal s dětmi po zbytek svého života ve vězení, kde zemřel. Jeho tělo bylo tajně pohřbeno na nejbližším hřbitově.
V roce 1780 byly pozůstalé děti propuštěny z vězení do péče jejich tety dánské vdovy královny Juliany Marie Brunšvicko-Wolfenbüttelské. Usadili se v Jutsku , kde po zbytek svého života žili v pohodlném domácím vězení v Horsens.

## Potomci
- Ivan VI. (23. srpna 1740 – 16. července 1764), ruský car v letech 1740–1741, vládu fakticky vykonávala jeho matka, po sesazení byl uvězněn a roku 1764 zavražděn ve vězení vojáky Kateřiny II. Veliké
- Kateřina (1741–1807)
- Alžběta (1743–1782)
- Petr (1745–1798)
- Alexej (1746–1787)

## Vývod z předků
|                                            |                                                             |  |                                   |                                                       |  |  |  |  |  |  |  | Jindřich Brunšvicko-Dannenberský |
|                                            |                                                             |  |                                   |                                                       |  |  |  |  |  |  |  |                                  |
|                                            | August II. Brunšvicko-Wolfenbüttelský                       |  |                                   |                                                       |  |  |  |  |  |  |  |                                  |
|                                            |                                                             |  |                                   |                                                       |  |  |  |  |  |  |  |                                  |
|                                            |                                                             |  |                                   | Uršula Sasko-Lauenburská                              |  |  |  |  |  |  |  |                                  |
|                                            |                                                             |  |                                   |                                                       |  |  |  |  |  |  |  |                                  |
|                                            | Ferdinand Albrecht I. Brunšvicko-Wolfenbüttelský            |  |                                   |                                                       |  |  |  |  |  |  |  |                                  |
|                                            |                                                             |  |                                   |                                                       |  |  |  |  |  |  |  |                                  |
|                                            |                                                             |  |                                   | Jan Albert Meklenburský                               |  |  |  |  |  |  |  |                                  |
|                                            |                                                             |  |                                   |                                                       |  |  |  |  |  |  |  |                                  |
|                                            | Alžběta Žofie Meklenburská                                  |  |                                   |                                                       |  |  |  |  |  |  |  |                                  |
|                                            |                                                             |  |                                   |                                                       |  |  |  |  |  |  |  |                                  |
|                                            |                                                             |  |                                   | Markéta Alžběta Meklenburská                          |  |  |  |  |  |  |  |                                  |
|                                            |                                                             |  |                                   |                                                       |  |  |  |  |  |  |  |                                  |
|                                            | Ferdinand Albrecht II. Brunšvicko-Wolfenbüttelský           |  |                                   |                                                       |  |  |  |  |  |  |  |                                  |
|                                            |                                                             |  |                                   |                                                       |  |  |  |  |  |  |  |                                  |
|                                            |                                                             |  |                                   | Mořic Hesensko-Kasselský                              |  |  |  |  |  |  |  |                                  |
|                                            |                                                             |  |                                   |                                                       |  |  |  |  |  |  |  |                                  |
|                                            | Fridrich Hesensko-Eschwegský                                |  |                                   |                                                       |  |  |  |  |  |  |  |                                  |
|                                            |                                                             |  |                                   |                                                       |  |  |  |  |  |  |  |                                  |
|                                            |                                                             |  |                                   | Juliana Nasavsko-Dillenburská                         |  |  |  |  |  |  |  |                                  |
|                                            |                                                             |  |                                   |                                                       |  |  |  |  |  |  |  |                                  |
|                                            | Kristýna Hesensko-Eschwegská                                |  |                                   |                                                       |  |  |  |  |  |  |  |                                  |
|                                            |                                                             |  |                                   |                                                       |  |  |  |  |  |  |  |                                  |
|                                            |                                                             |  |                                   | Kazimír Falcko-Zweibruckenský                         |  |  |  |  |  |  |  |                                  |
|                                            |                                                             |  |                                   |                                                       |  |  |  |  |  |  |  |                                  |
|                                            | Eleonora Kateřina Falcko-Zweibrückenská                     |  |                                   |                                                       |  |  |  |  |  |  |  |                                  |
|                                            |                                                             |  |                                   |                                                       |  |  |  |  |  |  |  |                                  |
|                                            |                                                             |  |                                   | Kateřina Švédská                                      |  |  |  |  |  |  |  |                                  |
|                                            |                                                             |  |                                   |                                                       |  |  |  |  |  |  |  |                                  |
| Antonín Oldřich Brunšvicko-Wolfenbüttelský |                                                             |  |                                   |                                                       |  |  |  |  |  |  |  |                                  |
|                                            |                                                             |  |                                   |                                                       |  |  |  |  |  |  |  |                                  |
|                                            |                                                             |  | August Brunšvicko-Wolfenbüttelský |                                                       |  |  |  |  |  |  |  |                                  |
|                                            |                                                             |  |                                   |                                                       |  |  |  |  |  |  |  |                                  |
|                                            | Anton Ulrich Brunšvicko-Wolfenbüttelský                     |  |                                   |                                                       |  |  |  |  |  |  |  |                                  |
|                                            |                                                             |  |                                   |                                                       |  |  |  |  |  |  |  |                                  |
|                                            |                                                             |  |                                   | Dorotea Anhaltsko-Zerbstská                           |  |  |  |  |  |  |  |                                  |
|                                            |                                                             |  |                                   |                                                       |  |  |  |  |  |  |  |                                  |
|                                            | Ludvík Rudolf Brunšvicko-Wolfenbüttelský                    |  |                                   |                                                       |  |  |  |  |  |  |  |                                  |
|                                            |                                                             |  |                                   |                                                       |  |  |  |  |  |  |  |                                  |
|                                            |                                                             |  |                                   | Fridrich Šlesvicko-Holštýnsko-Sønderbursko-Nordborský |  |  |  |  |  |  |  |                                  |
|                                            |                                                             |  |                                   |                                                       |  |  |  |  |  |  |  |                                  |
|                                            | Alžběta Juliana Šlesvicko-Holštýnsko-Sonderbursko-Norburská |  |                                   |                                                       |  |  |  |  |  |  |  |                                  |
|                                            |                                                             |  |                                   |                                                       |  |  |  |  |  |  |  |                                  |
|                                            |                                                             |  |                                   | Eleonora Anhaltsko-Zerbstská]                         |  |  |  |  |  |  |  |                                  |
|                                            |                                                             |  |                                   |                                                       |  |  |  |  |  |  |  |                                  |
|                                            | Antonie Amálie Brunšvicko-Wolfenbüttelská                   |  |                                   |                                                       |  |  |  |  |  |  |  |                                  |
|                                            |                                                             |  |                                   |                                                       |  |  |  |  |  |  |  |                                  |
|                                            |                                                             |  |                                   | Jáchym Arnošt Oettingenský                            |  |  |  |  |  |  |  |                                  |
|                                            |                                                             |  |                                   |                                                       |  |  |  |  |  |  |  |                                  |
|                                            | Albrecht Arnošt I. Öttingenský                              |  |                                   |                                                       |  |  |  |  |  |  |  |                                  |
|                                            |                                                             |  |                                   |                                                       |  |  |  |  |  |  |  |                                  |
|                                            |                                                             |  |                                   | Anna Dorotea z Hohenlohe-Neuensteinu                  |  |  |  |  |  |  |  |                                  |
|                                            |                                                             |  |                                   |                                                       |  |  |  |  |  |  |  |                                  |
|                                            | Kristýna Luisa Öttingenská                                  |  |                                   |                                                       |  |  |  |  |  |  |  |                                  |
|                                            |                                                             |  |                                   |                                                       |  |  |  |  |  |  |  |                                  |
|                                            |                                                             |  |                                   | Eberhard III. Württemberský                           |  |  |  |  |  |  |  |                                  |
|                                            |                                                             |  |                                   |                                                       |  |  |  |  |  |  |  |                                  |
|                                            | Kristýna Frederika Württemberská                            |  |                                   |                                                       |  |  |  |  |  |  |  |                                  |
|                                            |                                                             |  |                                   |                                                       |  |  |  |  |  |  |  |                                  |
|                                            |                                                             |  |                                   | Anna Kateřina ze Salm-Kyrburgu                        |  |  |  |  |  |  |  |                                  |
|                                            |                                                             |  |                                   |                                                       |  |  |  |  |  |  |  |                                  |